# MLBドラフトリーグ
MLBドラフトリーグ（英語:MLB Draft League）は、アメリカ合衆国の北東部で展開する野球リーグ。

## 概要
シーズンは6月初旬から9月初旬まで行われる。前半戦は、毎年7月に行われるMLBドラフトに向けてMLB球団が選手評価を行うために、ドラフト指名を目指す大学生、短期大学生、高校生（卒業予定）が所属し試合が行われる。ドラフトを挟んで再開される後半戦は、アマチュア資格がなくなった選手がプロ選手として住宅費、食費、旅費、給料を受け取ってチームに所属して試合が行われる。

## 歴史
2021年にメジャーリーグベースボール（MLB）とプレップベースボールレポート（PBR）によって設立され、同年からリーグ戦を行っている。リーグに参加した6球団は、前年までAA級イースタンリーグ、A+級カロライナリーグ、ショートシーズンA級ニューヨーク・ペンリーグに所属していた。
2021年は68試合で行われたが、2022年からは80試合に拡大された。
2024年、MLBは近い将来にチーム数を2球団増やし、リーグへの支援を2030年まで延長すると発表した。

## 所属チーム
- 2025年現在

| チーム                                                         | 本拠地                             | 参加年 | 前所属リーグ             | 前提携先                       |
| -------------------------------------------------------------- | ---------------------------------- | ------ | ------------------------ | ------------------------------ |
| フレデリック・キーズ Frederick Keys                            | メリーランド州フレデリック         | 2021年 | カロライナ・リーグ       | ボルチモア・オリオールズ       |
| マホーニングバレー・スクラッパーズ Mahoning Valley Scrappers   | オハイオ州ナイルズ                 | 2021年 | ニューヨーク・ペンリーグ | クリーブランド・ガーディアンズ |
| ステート・カレッジ・スパイクス State College Spikes            | ペンシルベニア州立大学             | 2021年 | ニューヨーク・ペンリーグ | セントルイス・カージナルス     |
| トレントン・サンダー Trenton Thunder                           | ニュージャージー州トレントン       | 2021年 | イースタン・リーグ       | ニューヨーク・ヤンキース       |
| ウェストバージニア・ブラックベアーズ West Virginia Black Bears | ウェストバージニア州グランヴィル   | 2021年 | ニューヨーク・ペンリーグ | ピッツバーグ・パイレーツ       |
| ウィリアムズポート・クロスカッターズ Williamsport Crosscutters | ペンシルベニア州ウィリアムズポート | 2021年 | ニューヨーク・ペンリーグ | フィラデルフィア・フィリーズ   |